# Älvsered
Älvsered is een plaats in de gemeente Falkenberg in het landschap Västergötland en de provincie Hallands län. De plaats heeft 475 inwoners (2005) en een oppervlakte van 99 hectare.

## Verkeer en vervoer
Bij de plaats loopt de Länsväg 154.